# In the Skin
In The Skin è l'album debutto della band metalcore 36 Crazyfists. Appena cominciato a conoscerli nel 1997, l'album è stato pubblicato come LP con la casa discografica Roadrunner Records.

## Lista Tracce
1. Enemy Throttle - 2:43
2. In the Skin - 4:24
3. Victim - 1:42
4. Eracism - 3:43
5. Half Myself - 3:53
6. Sworn - 3:55
7. Who's Next - 5:08
8. Clone - 3:13
9. East 15th - 1:20
10. Deprivation - 5:26
11. Bonus Track - 1:33

## Formazione
- Brock Lindow - voce
- Steve Holt - chitarra
- Mick Whitney - basso
- Thomas Noonan - batteria